# À Punt Mèdia
 (juillet 2020).
Si vous disposez d'ouvrages ou d'articles de référence ou si vous connaissez des sites web de qualité traitant du thème abordé ici, merci de compléter l'article en donnant les références utiles à sa vérifiabilité et en les liant à la section « Notes et références ».
À Punt Mèdia est le nom commercial de la Société anonyme de moyens de Communication de la Communauté valencienne S.A (en catalan : Societat Anònima de Mitjans de Comunicació de la Comunitat Valenciana S.A.,), créé le 5 avril 2017 et chargée de diffuser une production audiovisuelle publique de télévision et de radiodiffusion dans la Communauté valencienne.

## Histoire
La station de radio (sous le nom de À Punt FM) démarre ses émissions le 11 décembre 2017.
La chaîne de télévision a quant à elle commencé sa transmission régulière le 10 juin 2018, après des essais provisoires ayant débuté fin-avril.